# دهستان نوربوگانگ (سامتسه)
دهستان نوربوگانگ (به لاتین: Norbugang Gewog) یک دهستان در کشور بوتان است که در ناحیهٔ سامتس واقع شده‌است.